# Neel Mukherjee
 (septembre 2023).
Si vous disposez d'ouvrages ou d'articles de référence ou si vous connaissez des sites web de qualité traitant du thème abordé ici, merci de compléter l'article en donnant les références utiles à sa vérifiabilité et en les liant à la section « Notes et références ».
 (septembre 2023).
La mise en forme du texte ne suit pas les recommandations de Wikipédia : il faut le « wikifier ».
Les points d'amélioration suivants sont les cas les plus fréquents. Le détail des points à revoir est peut-être précisé sur la page de discussion.
- Les titres sont pré-formatés par le logiciel. Ils ne sont ni en capitales, ni en gras.
- Le texte ne doit pas être écrit en capitales (les noms de famille non plus), ni en gras, ni en italique, ni en « petit »…
- Le gras n'est utilisé que pour surligner le titre de l'article dans l'introduction, une seule fois.
- L'italique est rarement utilisé : mots en langue étrangère, titres d'œuvres, noms de bateaux, etc.
- Les citations ne sont pas en italique mais en corps de texte normal. Elles sont entourées par des guillemets français : « et ».
- Les listes à puces sont à éviter, des paragraphes rédigés étant largement préférés. Les tableaux sont à réserver à la présentation de données structurées (résultats, etc.).
- Les appels de note de bas de page (petits chiffres en exposant, introduits par l'outil «  Source ») sont à placer entre la fin de phrase et le point final[comme ça].
- Les liens internes (vers d'autres articles de Wikipédia) sont à choisir avec parcimonie. Créez des liens vers des articles approfondissant le sujet. Les termes génériques sans rapport avec le sujet sont à éviter, ainsi que les répétitions de liens vers un même terme.
- Les liens externes sont à placer uniquement dans une section « Liens externes », à la fin de l'article. Ces liens sont à choisir avec parcimonie suivant les règles définies. Si un lien sert de source à l'article, son insertion dans le texte est à faire par les notes de bas de page.
- La présentation des références doit suivre les conventions bibliographiques. Il est recommandé d'utiliser les modèles {{Ouvrage}}, {{Chapitre}}, {{Article}}, {{Lien web}} et/ou {{Bibliographie}}. Le mode d'édition visuel peut mettre en forme automatiquement les références.
- Insérer une infobox (cadre d'informations à droite) n'est pas obligatoire pour parachever la mise en page.

Pour une aide détaillée, merci de consulter Aide:Wikification.
Si vous pensez que ces points ont été résolus, vous pouvez retirer ce bandeau et améliorer la mise en forme d'un autre article.
Œuvres principales
- Le passé continu (roman, 2012)
- La vie des autres (roman, 2016)
- À l’état libre (roman, 2019)

Compléments
site web www.neelmukherjee.com
Neel Mukherjee (né en 1970) est un écrivain d’origine indienne vivant à Londres et écrivant en anglais. Il est l’auteur de plusieurs romans ayant eu une bonne réception de la part de la critique.
Son premier roman, Le passé continu, a remporté de nombreux prix en Inde et en Grande-Bretagne. La Vie des autres, son deuxième roman, a été finaliste du Man Booker Prize et di Costa Awardt avant d’être récompensé par le Encore Award en 2014.

## Biographie
Mukherjee a fréquenté l’école Don Bosco à Kolkata (Calcutta). Il a fait des études de lettres anglaises à l’université de Jadvpur puis obtint une bourse pour étudier la littérature anglaise au collège de l’Université d’Oxford où il passa son diplôme en 1992. Il termina sa thèse au collège de Pembroke, Cambridge, et obtint une maîtrise de lettres en écriture créative à l’université de East Anglia en 2001.
Il devint critique littéraire pour diverses publications anglaises et américaines, parmi lesquelles The Times et Times Asia.
Parlant de la facilité inattendue avec laquelle il a écrit La vie des autres, il dit :
«Les écrivains ont rarement accès à cette partie de leur esprit d’où vient l’inspiration. On peut parler influences, intrigue, construction, structure, peaufinage, vraiment de tout, mais l’origine de l’inspiration est un problème bien plus complexe. C’est essentiellement le domaine de l’inconscient, donc rien qui puisse être réduit à une simple discussion sur le fond… Je ne sais pas si, au commencement, mon livre à vu le jour comme la description d’une famille unie de Calcutta à une époque critique de l’Histoire ou comme le compte rendu d’un mouvement d’extrême-gauche pour la justice sociale et l’égalité autour duquel l’histoire familiale était construite… Cette façon de parler du processus créatif d’un livre comme si l’histoire arrivait en premier est toujours déjà dépassée parce que l’origine prend sa source bien plus tôt… C’est comme si le livre était déjà là, attendant patiemment de pouvoir faire son entrée; j’ai simplement ouvert la porte.»

## Œuvre
Le passé continu, JC Lattès, 2012

- Prix Vodafone Crossword Book, roman anglais, 2008
- Prix GQ (Inde) de l’écrivain de l’année, 2009
- Sélectionné pour le prix DSC de littérature d’Asie du Sud, 2011

La vie des autres, Piranha, 2016

- Encore Award de la Société royale de littérature pour le meilleur second roman, 2014[3],[4],[5]
- Sélectionné pour Man Booker Prize, 2014
- Sélectionné pour le prix DSC de littérature d’Asie du Sud, 2016[6]

L’action se situe à Calcutta en 1967. Par idéalisme, Supratik bascule dans l’extrémisme. Il disparaît en laissant seulement une note. La vie et les péripéties de la famille qu’il laisse prennent un tour désastreux, reflétant la société qui les entoure.
À l’état libre (A State of Freedom), Piranha, 2019